# Gjenovefa Heba
Gjenovefa Heba (ur. 10 września 1933 w Durrës, zm. 28 lutego 2012 w Tiranie) – albańska śpiewaczka operowa (sopran).

## Życiorys
W dzieciństwie występowała w jednym z amatorskich zespołów muzycznych, zorganizowanym przez Pjetëra Dungu. Uczyła się w klasie rysunku w liceum artystycznym Jordan Misja w Tiranie. Po ukończeniu szkoły pracowała w Komisji Sztuki, przygotowując kostiumy dla spektakli teatralnych, a także dla filmu Skanderbeg.
W 1955 rozpoczęła pracę w Chórze Filharmonii Albańskiej. Jej debiutem scenicznym była rola Luli w operze Świt (alb. Agimi) Kristo Kono. Rok później wystąpiła w roli Flory w pierwszej albańskiej inscenizacji Traviaty G. Verdiego. W 1957 została wysłana na studia w konserwatorium im. P. Czajkowskiego w Moskwie. W czasie studiów wystąpiła kilkakrotnie z Teatrem Bolszoj. Studia ukończyła w 1961, ale z uwagi na zerwanie współpracy albańsko-radzieckiej nie obroniła dyplomu. Dokonała tego w 1964 w Tiranie, pod kierunkiem Mihala Ciko.
Po obronie dyplomu została solistką w Teatrze Opery i Baletu, gdzie pracowała do 1978, kiedy przeszła na emeryturę. Równocześnie prowadziła zajęcia dla uczniów liceum artystycznego Jordan Misja i dla studentów Instytutu Sztuk w Tiranie.
W repertuarze Heby znajdowały się arie operowe, a także pieśni ludowe. Za swoją działalność artystyczną została odznaczona w 1954 Orderem Pracy III kl., a w 1970 Orderem Naima Frashëriego.